# 坂井市立竹田小学校
坂井市立竹田小学校（さかいしりつ たけだしょうがっこう）は、福井県坂井市丸岡町山口にあった公立小学校。児童数の減少に伴い、2010年（平成22年）休校、2014年（平成26年）3月に廃校となった。

## 沿革
- 1873年（明治6年）6月 - 本専寺堂内に簡文小学校が開校[2]。
- 1887年（明治20年）5月 - 簡文小学校が浅野平三郎別宅に移転。
- 1887年（明治20年）11月 - 簡文小学校校舎新築落成。
- 1904年（明治37年） - 簡文小学校が新築移転。竹田尋常小学校と改称。
- 1909年（明治42年） - 竹田尋常小学校校舎増築、6年制となる。
- 1914年（大正3年） - 竹田尋常小学校に高等科を創設。竹田尋常高等小学校と改称。
- 1924年（大正13年） - 竹田尋常高等小学校校舎落成。
- 1941年（昭和16年） - 竹田国民学校と改称。
- 1947年（昭和22年） - 学制改革により、竹田村立竹田小学校となる。竹田村立竹田中学校を併設。
- 1949年（昭和24年） - 竹田中学校が城東中学校竹田分校となる。
- 1951年（昭和26年） - 幼稚園を併設。
- 1955年（昭和30年） - 町村合併により丸岡町立竹田小学校となる。
- 1961年（昭和36年） - 城東中学校竹田分校から丸岡中学校竹田分校に改称。
- 1969年（昭和44年） - 幼稚園を廃止。
- 1982年（昭和57年） - 竹田小学校新校舎落成。竹田小学校創立100周年祭。
- 2006年（平成18年） - 坂井市発足により、現校名へ改称。
- 2010年（平成22年） - 竹田小学校、丸岡中学校竹田分校、ともに休校。本校児童は長畝小学校へ転学。
- 2014年（平成26年）3月 - 竹田小学校、丸岡中学校竹田分校、ともに廃校[1][3]。
- 2016年（平成28年）4月1日 - 旧校舎を改修し、坂井市竹田農山村交流センターとして竣工[1]。

## 学校周辺
- 竹田公民館
- 竹田簡易郵便局
- 千古の家（坪川家住宅）